# Nueva Sabanilla
Nueva Sabanilla es una localidad del estado mexicano de Chiapas. Es parte del municipio de Maravilla Tenejapa.

## Demografía
| Gráfica de evolución demográfica |
|                                  |

| Censo | Población |
| ----- | --------- |
| 1990  | 328       |
| 2000  | 492       |
| 2010  | 700       |
| 2020  | 1 093     |